# Cephalocteinae
Cephalocteinae – podrodzina pluskwiaków z  podrzędu różnoskrzydłych i rodziny ziemikowatych. Obejmuje osiem rodzajów zgrupowanych w dwa plemiona.

## Morfologia
Pluskwiaki o ciele długości od 4,1 do 14 mm, przysadzistym, silnie wysklepionym, najczęściej rudobrązowo ubarwionym.
Głowa jest półokrągła do prawie kwadratowej, zaopatrzona w zbudowane z czterech lub pięciu członów czułki oraz zwykle okrągłe i wyłupiaste, tylko u Cephaloctenini wąskie i niewystające oczy złożone. Boczne brzegi głowy zwykle są falbankowate i zaopatrzone w krótkie, grube szczecinki.
Szersze niż dłuższe, w zarysie zwężone ku przodowi z zaokrąglonymi kątami przednimi i tylnymi przedplecze ma szereg chetoporów wzdłuż krawędzi bocznych. Tarczka jest szersza niż dłuższa, na szczycie szeroko zaokrąglona. Półpokrywy mają liczne chetopory na krawędziach kostalnych. Prawie wszystkie rodzaje mają półpokrywy z wyodrębnionym od przykrywki egzokorium, mezokorium i międzykrywką oraz dobrze wykształconą, zwykle wykraczającą poza koniec odwłoka zakrywką. Jedynym wyjątkiem jest Cephaloctenus o niepodzielonych przykrywkach i bardzo krótkich zakrywkach. Przedtułów ma niewykształcone tylne wgłębienia na propleurach. Ewaporatoria gruczołów zapachowych są dobrze rozwinięte na metapleurach, natomiast na mezopleurach są drobne lub całkiem nieobecne. Ujścia tychże gruczołów są dobrze wyodrębnione. Pośrodku śródpiersia leży porośnięte długimi włoskami wgłębienie.
Odnóża przedniej pary u Scaptocorini mają szablowato lub sierpowato wykrzywione golenie ze stopami osadzonymi w połowie długości. Cephaloctenini mają odnóża przednie o goleniach niezmodyfikowanych, tępo zaokrąglonych, ze stopami osadzonymi u szczytu lub w pobliżu niego. Odnóża środkowej pary mają zwarte, od grzbietowej strony rozdęte, zaopatrzone w liczne kolce golenie ze stopami osadzonymi przedwierzchołkowo. Odnóża tylnej pary mają wyraźnie rozdęte uda, maczugowato nabrzmiałe ze skośnie ściętym wierzchołkiem golenie zaopatrzone w liczne kolce oraz osadzone przedwierzchołkowo lub całkiem zanikłe stopy.
Odwłok charakteryzują sternity od trzeciego do siódmego zaopatrzone w po dwa trichobotria, z których duże leży przednio-brzusznie względem przetchlinki, a małe z tyłu od przetchlinki. Poza tym sternity te porośnięte są włoskami oraz włosowatymi szczecinkami.

## Rozprzestrzenienie
Podrodzina Cephalocteinae obejmuje swym zasięgiem krainę neotropikalną, południową część Palearktyki, południowoafrykańską część krainy etiopskiej oraz krainę orientalną.

## Taksonomia
Takson ten został wprowadzony w 1866 roku przez Martiala Étienne’a Mulsanta i Claudiusa Reya. Zalicza się doń osiem rodzajów zgrupowanych w dwa plemiona:
- Cephalocteini Mulsant & Rey, 1866
- Scaptocorini Froeschner, 1960